# Orimarga (Orimarga) risbeci
Orimarga (Orimarga) risbeci is een tweevleugelige uit de familie steltmuggen (Limoniidae). De soort komt voor in het Australaziatisch gebied.